# Cyclocross Zonhoven

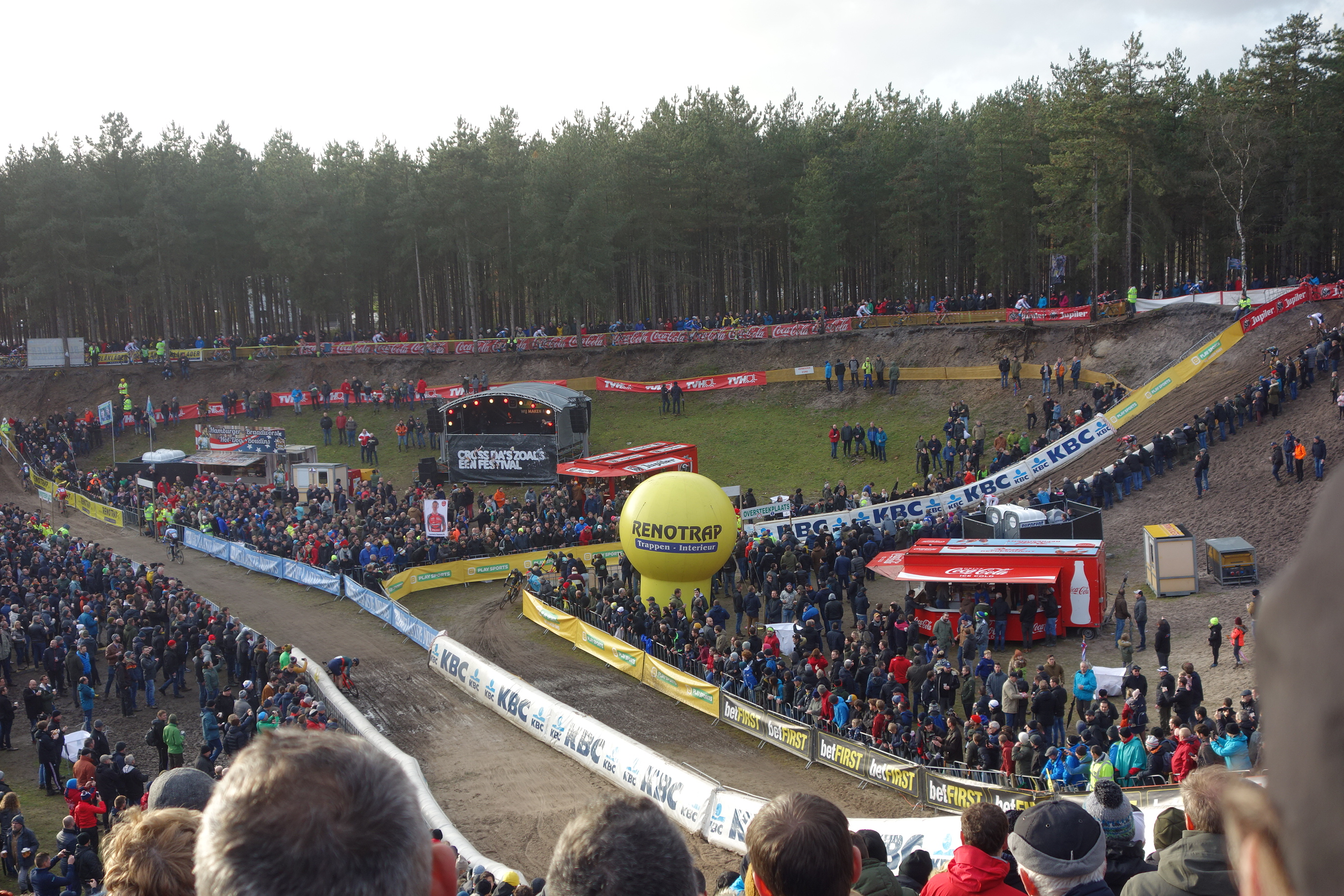
Il percorso dell'edizione 2019

Il Cyclocross Zonhoven, anche noto come World Cup Zonhoven, è una corsa in linea maschile e femminile di ciclocross che si svolge ogni anno a Zonhoven, nella provincia del Limburgo, in Belgio.
Corsa per la prima volta nel periodo 1958-1966, la prova fu nuovamente organizzata a partire dal 2005 e dalla stagione 2009-2010 alla 2019-2020 fu inclusa per undici edizioni consecutive nel calendario del Superprestige. Nella stagione 2020-2021 è stata invece inserita per la prima volta nel calendario di Coppa del mondo venendo però annullata per la pandemia di COVID-19.
Si svolge nel De Kuil, parco naturale di Zonhoven, e si caratterizza per un tracciato con fondo sabbioso.

## Palmarès

### Uomini Elite
Aggiornato all'edizione 2024.
| Anno      | Vincitore                             | Secondo                               | Terzo                                 |
| --------- | ------------------------------------- | ------------------------------------- | ------------------------------------- |
| 1958      | Firmin Van Kerrebroeck                | René De Rey                           | Georges Furnière                      |
| 1959      | Roger De Clercq                       | Firmin Van Kerrebroeck                | René De Rey                           |
| 1960      | Firmin Van Kerrebroeck                | René De Rey                           | Herman Van Caester                    |
| 1961      | René De Rey                           | Léon Scheirs                          | Charles Van Houtte                    |
| 1962      | Roger De Clercq                       | Lode Van Den Bosch                    | Firmin Van Kerrebroeck                |
| 1963      | René De Rey                           | Eric De Vlaeminck                     | Jozef Matheussen                      |
| 1964      | René De Rey                           | Huub Harings                          | Herman Van Caester                    |
| 1965      | Léon Scheirs                          | Freddy Nijs                           | René De Rey                           |
| 1966      | René De Clercq                        | Julien Van Den Haesevelde             | Joseph Op De Beeck                    |
| 1967-2004 | non disputato                         | non disputato                         | non disputato                         |
| 2005      | Sven Nys                              | Bart Wellens                          | Niels Albert                          |
| 2006      | Sven Nys                              | Erwin Vervecken                       | Sven Vanthourenhout                   |
| 2007      | Bart Wellens                          | Klaas Vantornout                      | Sven Nys                              |
| 2008      | Niels Albert                          | Klaas Vantornout                      | Zdeněk Štybar                         |
| 2010      | Sven Nys                              | Zdeněk Štybar                         | Kevin Pauwels                         |
| 2010      | Zdeněk Štybar                         | Kevin Pauwels                         | Sven Nys                              |
| 2011      | Niels Albert                          | Sven Nys                              | Kevin Pauwels                         |
| 2012      | Sven Nys                              | Niels Albert                          | Bart Aernouts                         |
| 2013      | Sven Nys                              | Niels Albert                          | Klaas Vantornout                      |
| 2014      | Kevin Pauwels                         | Sven Nys                              | Lars van der Haar                     |
| 2015      | Wout Van Aert                         | Rob Peeters                           | Kevin Pauwels                         |
| 2016      | Mathieu van der Poel                  | Wout Van Aert                         | Laurens Sweeck                        |
| 2017      | Mathieu van der Poel                  | Wout Van Aert                         | Lars van der Haar                     |
| 2018      | Mathieu van der Poel                  | Wout Van Aert                         | Toon Aerts                            |
| 2019      | Toon Aerts                            | Laurens Sweeck                        | Eli Iserbyt                           |
| 2020      | annullato per la pandemia di COVID-19 | annullato per la pandemia di COVID-19 | annullato per la pandemia di COVID-19 |
| 2021      | Toon Aerts                            | Lars van der Haar                     | Eli Iserbyt                           |
| 2022      | Wout Van Aert                         | Mathieu van der Poel                  | Laurens Sweeck                        |
| 2023      | Mathieu van der Poel                  | Joris Nieuwenhuis                     | Laurens Sweeck                        |
| 2024      | Mathieu van der Poel                  | Thibau Nys                            | Joran Wyseure                         |

### Donne Elite
Aggiornato all'edizione 2024.
| Anno | Vincitrice                            | Seconda                               | Terza                                 |
| ---- | ------------------------------------- | ------------------------------------- | ------------------------------------- |
| 2006 | Helen Wyman                           | Katrien Pauwels                       | Gabriella Day                         |
| 2007 | Bart Wellens                          | Klaas Vantornout                      | Sven Nys                              |
| 2008 | Nicolle Leijten                       | Ilse Vandekinderen                    | Marion Meerkerk                       |
| 2010 | non disputato                         | non disputato                         | non disputato                         |
| 2010 | Daphny van den Brande                 | Helen Wyman                           | Sanne van Paassen                     |
| 2011 | Sanne van Paassen                     | Nikki Harris                          | Sabrina Stultiens                     |
| 2012 | Sanne Cant                            | Hanka Kupfernagel                     | Sabrina Stultiens                     |
| 2013 | non disputato                         | non disputato                         | non disputato                         |
| 2014 | Sanne Cant                            | Nikki Harris                          | Ellen Van Loy                         |
| 2015 | Sanne Cant                            | Nikki Harris                          | Jolien Verschueren                    |
| 2016 | Sanne Cant                            | Jolien Verschueren                    | Nikki Harris                          |
| 2017 | Maud Kaptheijns                       | Sanne Cant                            | Nikki Brammeier                       |
| 2018 | Sanne Cant                            | Denise Betsema                        | Ceylin del Carmen Alvarado            |
| 2019 | Annemarie Worst                       | Ceylin del Carmen Alvarado            | Yara Kastelijn                        |
| 2020 | annullato per la pandemia di COVID-19 | annullato per la pandemia di COVID-19 | annullato per la pandemia di COVID-19 |
| 2021 | Denise Betsema                        | Lucinda Brand                         | Ceylin del Carmen Alvarado            |
| 2022 | Shirin van Anrooij                    | Puck Pieterse                         | Fem van Empel                         |
| 2023 | Puck Pieterse                         | Inge van der Heijden                  | Zoe Bäckstedt                         |
| 2024 | Ceylin del Carmen Alvarado            | Zoe Bäckstedt                         | Lucinda Brand                         |

### Uomini Under-23
Aggiornato all'edizione 2024.
| Anno      | Vincitore         | Secondo                 | Terzo              |
| --------- | ----------------- | ----------------------- | ------------------ |
| 2007      | Wim Leemans       | Thijs van Amerongen     | Maxim Debusschere  |
| 2008      | Tom Meeusen       | Kenneth Van Compernolle | Lukáš Klouček      |
| 2010      | Jan Denuwelaere   | Kenneth Van Compernolle | Tom Meeusen        |
| 2010      | Lars van der Haar | Jim Aernouts            | Joeri Adams        |
| 2011      | Wietse Bosmans    | Lars van der Haar       | Vinnie Braet       |
| 2012      | Wout Van Aert     | Jens Adams              | David van der Poel |
| 2013      | Mike Teunissen    | Toon Aerts              | Quinten Hermans    |
| 2014      | Wout Van Aert     | Michael Vanthourenhout  | Laurens Sweeck     |
| 2015      | Eli Iserbyt       | Quinten Hermans         | Daan Hoeyberghs    |
| 2016      | Quinten Hermans   | Joris Nieuwenhuis       | Yannick Peeters    |
| 2017      | Jens Dekker       | Toon Vandebosch         | Thomas Joseph      |
| 2018-2021 | non disputato     | non disputato           | non disputato      |
| 2022      | Thibau Nys        | Witse Meeussen          | Tibor del Grosso   |
| 2023      | non disputato     | non disputato           | non disputato      |
| 2024      | Tibor del Grosso  | Jente Michels           | Kay De Bruyckere   |

### Uomini Juniors
Aggiornato all'edizione 2024.
| Anno | Vincitore                             | Secondo                               | Terzo                                 |
| ---- | ------------------------------------- | ------------------------------------- | ------------------------------------- |
| 2007 | Stef Boden                            | Steven van Leijen                     | Ruben Veestraeten                     |
| 2008 | Tijmen Eising                         | Wietse Bosmans                        | Zeb Veestraeten                       |
| 2010 | David van der Poel                    | Laurens Sweeck                        | Jens Adams                            |
| 2010 | Laurens Sweeck                        | Jens Vandekinderen                    | Diether Sweeck                        |
| 2011 | Mathieu van der Poel                  | Daan Soete                            | Wout Van Aert                         |
| 2012 | Mathieu van der Poel                  | Quinten Hermans                       | Martijn Budding                       |
| 2013 | Thomas Joseph                         | Jens Teirlinck                        | Nick Verheyen                         |
| 2014 | Eli Iserbyt                           | Johan Jacobs                          | Jens Dekker                           |
| 2015 | Jens Dekker                           | Jappe Jaspers                         | Victor Vandebosch                     |
| 2016 | Thomas Pidcock                        | Thymen Arensman                       | Jelle Camps                           |
| 2017 | Pim Ronhaar                           | Tomáš Kopecký                         | Jarno Bellens                         |
| 2018 | Ryan Cortjens                         | Ben Tulett                            | Thibau Nys                            |
| 2019 | Thibau Nys                            | Lennert Belmans                       | Ward Huybs                            |
| 2020 | annullato per la pandemia di COVID-19 | annullato per la pandemia di COVID-19 | annullato per la pandemia di COVID-19 |
| 2021 | David Haverdings                      | Aaron Dockx                           | Kay De Bruyckere                      |
| 2022 | Léo Bisiaux                           | Yordi Corsus                          | Guus van den Eijnden                  |
| 2023 | Senna Remijn                          | Zsombor Takács                        | Max Oertzen                           |
| 2024 | Mattia Agostinacchio                  | Benjamín Noval                        | Michiel Mouris                        |

### Donne Juniors
Aggiornato all'edizione 2024.
| Anno | Vincitrice        | Seconda       | Terza             |
| ---- | ----------------- | ------------- | ----------------- |
| 2022 | Lauren Molengraaf | Célia Gery    | Isabella Holmgren |
| 2023 | Puck Langerbarg   | Bloeme Kalis  | Sara Sonnemans    |
| 2024 | Rafaelle Carrier  | Lison Desprez | Barbora Bukovská  |